# العبودية في المغرب

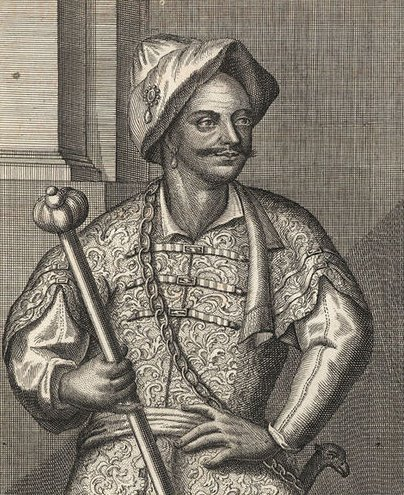
إسماعيل بن شريف المعروف بامتلاكه حريما كبيرا بشكل غير عادي من الجواري والإماء بالإضافة إلى جيش من العبيد.

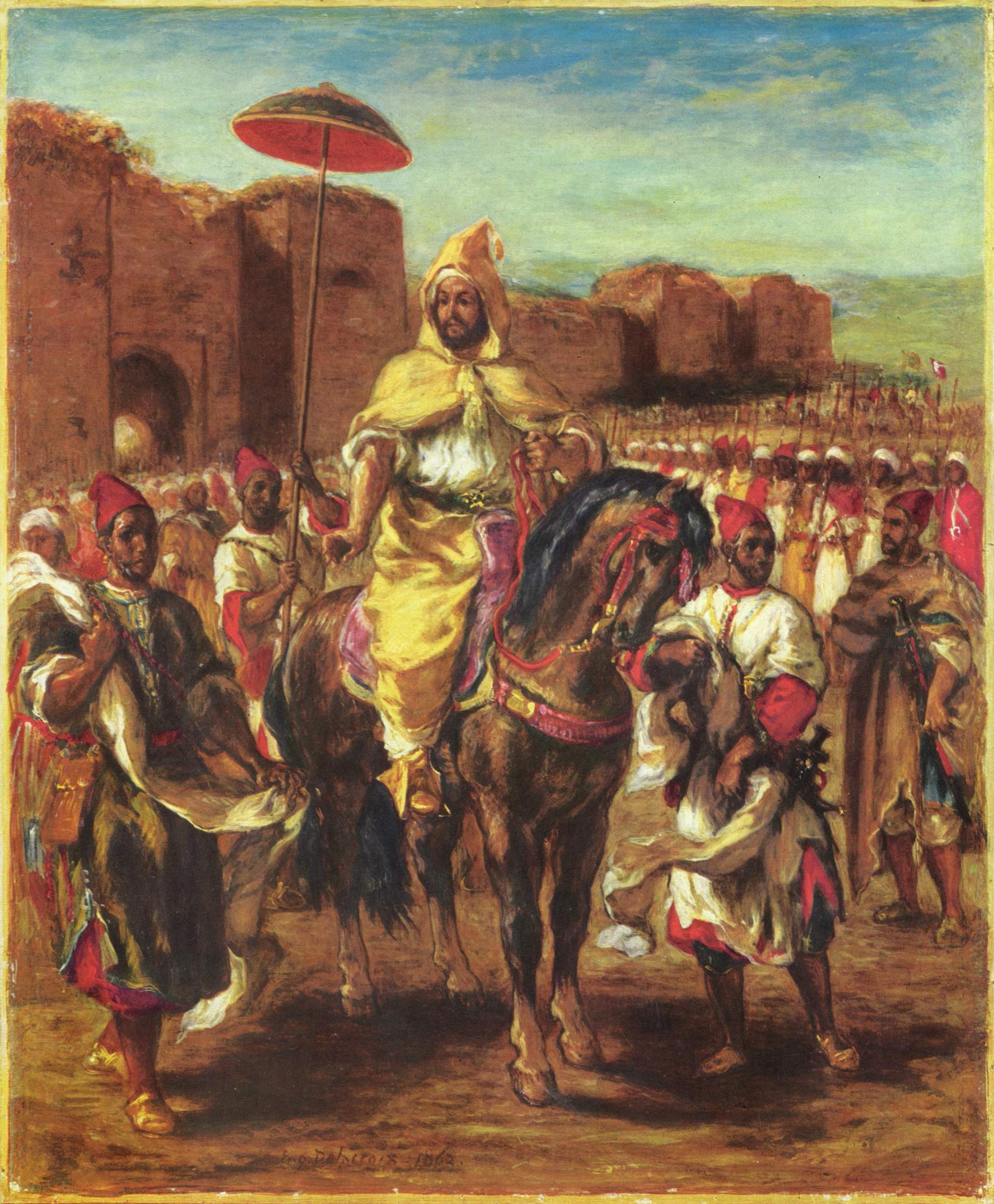
يوجين فرديناند فيكتور ديلاكروا.

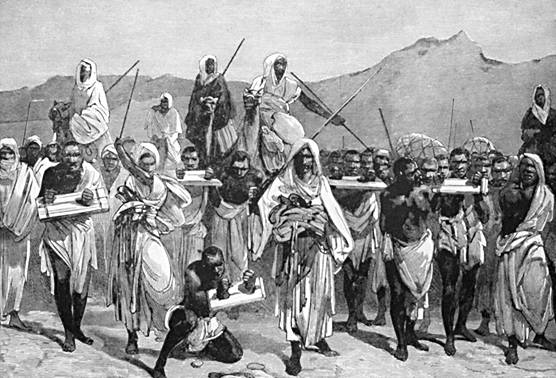
تصوير للعبيد أثناء نقلهم عبر الصحراء الكبرى.

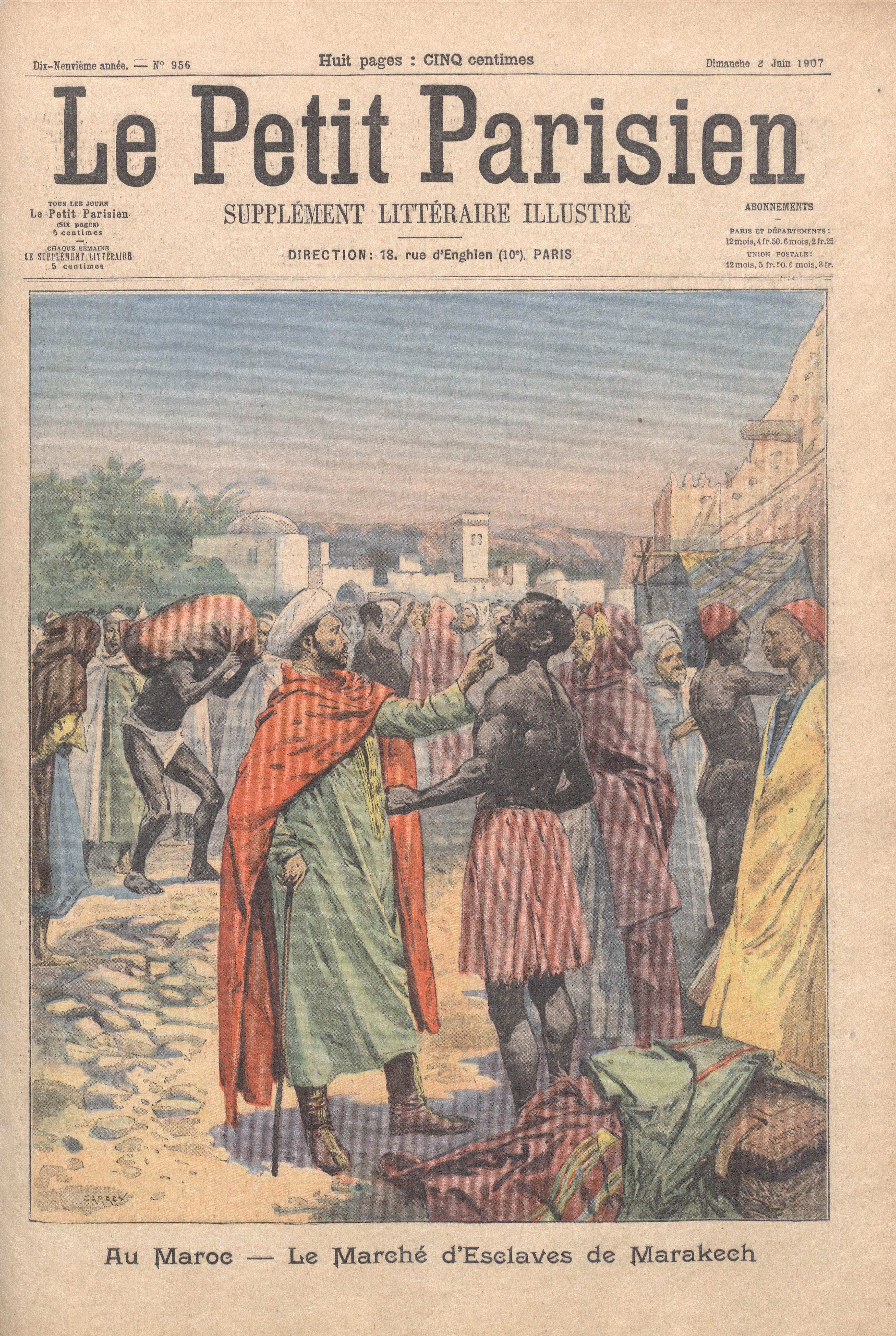
سوق العبيد في مراكش كما ظهر على غلاف صحيفة الباريسية الصغيرة الصادرة في 2 يونيو 1907.

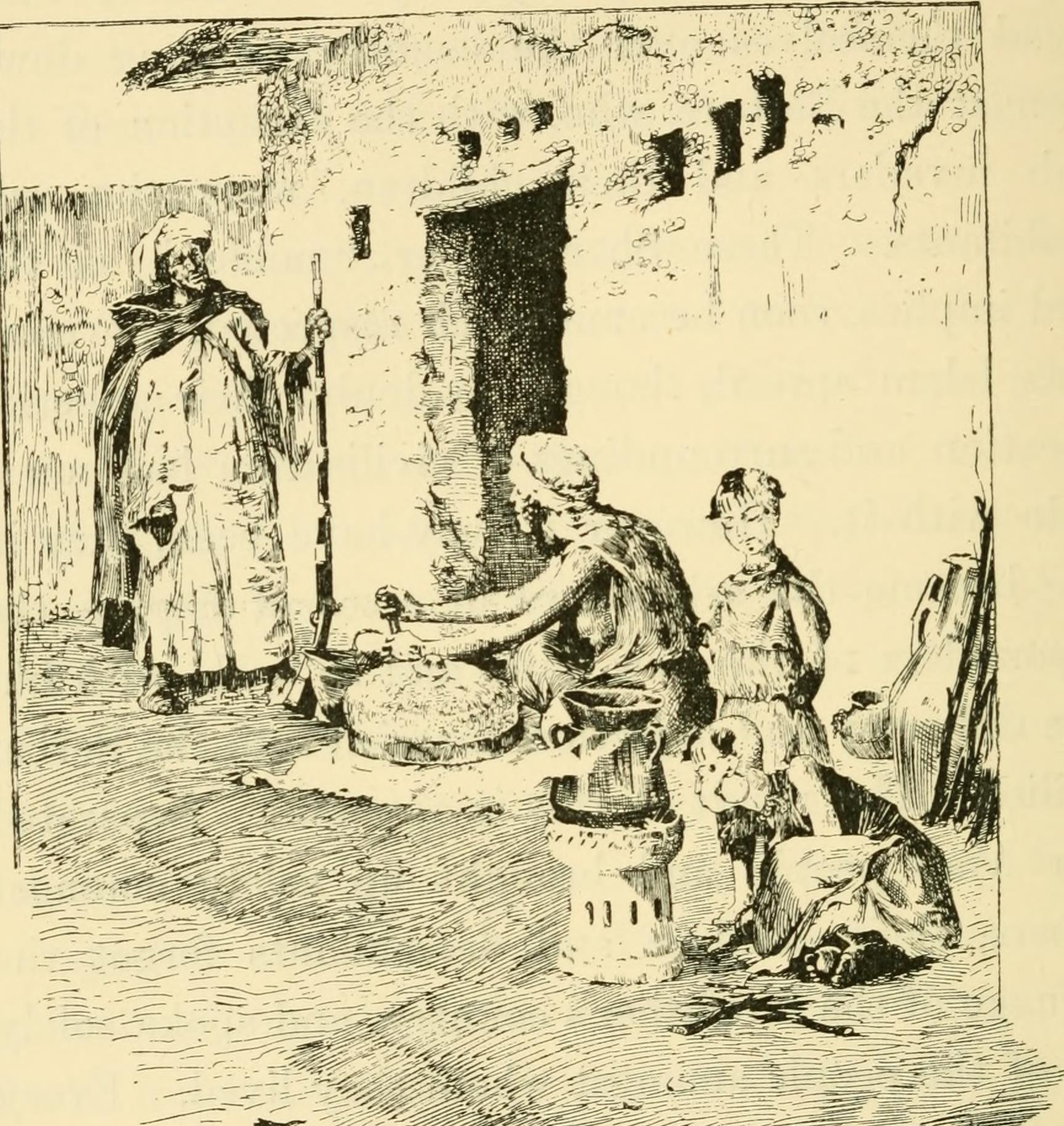
تافيلت؛ رواية رحلة استكشاف في جبال الأطلس وواحات شمال غرب الصحراء الكبرى (1895).

كانت العبودية موجودة في المغرب منذ العصور القديمة وحتى القرن العشرين. وكان المغرب مركزا لطريق تجارة الرقيق عبر الصحراء الكبرى للأفارقة السود المستعبدين من أفريقيا جنوب الصحراء الكبرى حتى القرن العشرين فضلا عن كونه مركزا لتجارة الرقيق البربرية للأوروبيين الذين وقعوا في قبضة القراصنة البربر حتى القرن التاسع عشر. وفي النهاية تم قمع تجارة الرقيق العلنية في المغرب في عشرينيات القرن العشرين. ويشار إلى الحراطين والكناوة على أنهم من نسل العبيد السابقين.

## تجارة الرقيق

### تجارة الرقيق الأفريقية
بين القرن السابع خلال العصور الوسطى وحتى أوائل القرن العشرين كانت المغرب مركزا لتجارة الرقيق عبر الصحراء الكبرى للأفارقة المستعبدين على طول الطريق من تمبكتو إلى سوق العبيد في مراكش حيث تم نقلهم إلى بقية المغرب والعالم المتوسطي ككل.
وفقا للشريعة الإسلامية التي تنص على أن المسلمين أحرار في استعباد غير المسلمين المحاربين قامت القبائل الأفريقية التي اعتنقت الإسلام بأسر غير المسلمين وتصديرهم على طول طريق التجارة على طول الساحل شمالا نحو المغرب.
خلال عهد المرابطين (1040-1147) كان طريق التجارة يصدر الأسلحة والمنسوجات من إسبانيا في الشمال إلى السنغال جنوب الصحراء الكبرى في مقابل الذهب والعاج والملح والعبيد من المناطق غير الإسلامية جنوب السنغال إلى المغرب والأندلس في إسبانيا والعالم المتوسطي.
بعد هزيمة سلطنة صنغاي كان السلطان إسماعيل بن الشريف من المغرب يرسل آلاف العبيد من جنوب الصحراء الكبرى من تمبكتو كل عام ثم يضيفهم إلى جيشه الضخم من العبيد السود الأفارقة والجنود العبيد الحراطين الذين أطلق عليهم اسم الحرس الأسود (أو عبيد البخاري). اعتنقوا الإسلام تحت حكم العرب والبربر وتم تجنيدهم قسرا في الجيش المغربي من قبل إسماعيل بن شريف (سلطان المغرب من 1672-1727) لتعزيز السلطة.
كان طريق العبيد عبر الصحراء الكبرى من مدينة تمبكتو يمر بشكل أساسي إلى مدينة مراكش في المغرب والتي كانت تعرف بأنها مركز كبير لسوق العبيد الأفارقة في البحر الأبيض المتوسط منذ القرن السابع فصاعدا وظلت كذلك لأكثر من ألف عام حتى أصبحت المغرب محمية فرنسية في القرن العشرين.
في القرن التاسع عشر كان يتم تهريب ما بين 3500 و4000 من العبيد الأفارقة إلى المغرب عبر تجارة الرقيق عبر الصحراء الكبرى كل عام وبحلول ثمانينيات القرن التاسع عشر كان العدد لا يزال 500 عبد سنويا.

### تجارة الرقيق الأوروبية
هناك أدلة تاريخية على غارات العبيد المسلمين في شمال إفريقيا على طول سواحل البحر الأبيض المتوسط عبر أوروبا المسيحية. كانت غالبية العبيد الذين تم تداولهم عبر منطقة البحر الأبيض المتوسط من أصل أوروبي في الغالب من القرن السابع إلى القرن الخامس عشر. في القرن الخامس عشر باع الإثيوبيون العبيد من مناطق الحدود الغربية (عادة خارج مملكة إمبراطور إثيوبيا) أو إيناريا.
بين القرن السادس عشر وأوائل القرن التاسع عشر كانت المغرب أيضا مركزا لتجارة الرقيق البربرية للأوروبيين الذين أسرهم القراصنة البربر في المحيط الأطلسي والبحر الأبيض المتوسط.
كان القراصنة والطاقم البربري من المقاطعات العثمانية شبه المستقلة في شمال إفريقيا الجزائر وتونس وطرابلس وسلطنة المغرب المستقلة تحت حكم السلالة العلوية (ساحل البربر) بمثابة آفة البحر الأبيض المتوسط. كان الاستيلاء على السفن التجارية واستعباد أو فدية طواقمها يوفر لحكام هذه الدول الثروة والقوة البحرية. كانت منظمة الثالوث أو منظمة "ماثورين" تعمل من فرنسا لقرون بمهمة خاصة تتمثل في جمع وتوزيع الأموال لإغاثة أسرى قراصنة البحر الأبيض المتوسط وتحريرهم.
وفقا لروبرت ديفيس تم القبض على ما بين 1 و1.25 مليون أوروبي من قبل قراصنة البربر وبيعهم كعبيد بين القرنين السادس عشر والتاسع عشر.

## الوظيفة

### العبودية الأنثوية
كانت العبيد الإناث تستخدم في المقام الأول إما كخادمات منزليات أو محظيات (عبيد جنس). كانت محظيات العبيد الجنسيات للرجال الحضريين الأثرياء اللاتي أنجبن ابنا لعبدهن يعدن الأكثر امتيازا حيث أصبحن أمهات أولاد وأصبحن أحرارا عند وفاة عبدهن وكانت محظية البدو تعيش في الغالب نفس حياة بقية أفراد القبيلة ونساء العائلة. كانت العبيد المنزليات يعيشن حياة صعبة وكان التكاثر بين العبيد منخفضا ولوحظ أن معدل وفيات الرضع كان مرتفعا بين العبيد وأن العبيد الإناث غالبا ما كن يتعرضن للاغتصاب في طفولتهن ونادرا ما يعشن في الأربعينيات من العمر وأن أصحاب العبيد الفقراء غالبا ما كانوا يمارسون الدعارة معهن.
كان الاستخدام الأكثر شهرة للمحظيات داخل الحريم الملكي. وفقا لكتابات الدبلوماسي الفرنسي دومينيك بوسنوت كان للسلطان مولاي إسماعيل ما لا يقل عن 500 محظية وحتى المزيد من الأطفال. تم تسجيل ما مجموعه 868 طفلا (525 ابنا و 343 ابنة) في عام 1703 مع ولادة ابنه السبعمائة بعد وقت قصير من وفاته في عام 1727 وبحلول ذلك الوقت كان لديه أكثر من ألف طفل. يعتبر هذا على نطاق واسع من بين أكبر عدد من الأطفال لأي إنسان في التاريخ. العديد من محظياته موثقة فقط بشكل مجزأ. بصفتهن محظيات كن أسيرات عبيد أحيانا من أوروبا. تم إحضار إحداهن وهي امرأة أيرلندية تدعى السيدة شو إلى حريمه بعد استعبادها وأجبرت على اعتناق الإسلام عندما رغب السلطان في ممارسة الجنس معها لكنها أعتقت وتزوجت من إسبانية تحولت إلى الإسلام عندما سئم السلطان منها كانت الإسبانية المتحولة فقيرة للغاية ووصفها شهود معاصرون بأنها أصبحت متسولة. أصبحت الجواري العبيد الأخريات مفضلات وبالتالي سمح لهن ببعض النفوذ مثل امرأة إنجليزية تدعى لالا بلقيس. كانت أسيرة إسبانية مفضلة أخرى أعيدت تسميتها بالداراة والدة الابن المفضل لمولاي إسماعيل والذي قام بتعليمه بنفسه: مولاي محمد العليم ومولاي شريف. حوالي عام 1702 ماتت الداراة بشكل مأساوي خنقا على يد مولاي إسماعيل الذي جعلته لالا عائشة يعتقد أنها خانته. يعتقد على نطاق واسع أن جزءا من الدافع وراء عارها كان أنها دفعته لقتل محظية أخرى وابنها لرفع فرص ابنها في أن يصبح الملك.

### العبودية الذكورية
كان العبيد الذكور يستخدمون كعمال أو خصيان أو جنود. وكانت ظروف العبودية قاسية للغاية وكان العبيد الذكور يجبرون على العمل في أعمال شاقة في البناء الثقيل وفي المحاجر وكعبيد في سفن الصيد بما في ذلك سفن القراصنة البربر أنفسهم.
كان اختيار العبيد للخضوع لعملية العناية انتقائيا للغاية في الإمبراطورية المغربية. فهناك العديد من الصفات والمهارات التي يمكن أن يمتلكها العبيد لكسب رضا وثقة أسيادهم. وعند فحص العلاقات بين السيد والعبد نستطيع أن نفهم أن العبيد ذوي البشرة البيضاء كانوا موضع تقدير خاص في المجتمعات الإسلامية. وكان أسلوب الاستحواذ وكذلك العمر عند الاستحواذ يؤثر بشكل كبير على قيمة العبيد فضلا عن تعزيز العلاقات القائمة على الثقة بين السيد والعبد. وفي كثير من الأحيان أصبح العبيد الذين تم الاستحواذ عليهم في سن المراهقة أو حتى الشباب مساعدين موثوقين وأمناء لسادتهم. وعلاوة على ذلك فإن اقتناء العبد أثناء فترة المراهقة يؤدي عادة إلى فرص للتعليم والتدريب حيث كان العبيد الذين تم اقتناؤهم في سنوات مراهقتهم في سن مثالية لبدء التدريب العسكري. وفي المجتمعات الإسلامية كان من الطبيعي أن تبدأ هذه العملية في سن العاشرة وتستمر حتى سن الخامسة عشرة حيث يعتبر هؤلاء الشباب جاهزين للخدمة العسكرية. وكان العبيد ذوو المهارات المتخصصة محل تقدير كبير في مجتمعات العبيد الإسلامية. وكثيرا ما كان العبيد المسيحيون مطالبين بالتحدث والكتابة باللغة العربية. وكان وجود العبيد الذين يجيدون اللغتين الإنجليزية والعربية يشكل أداة ذات قيمة عالية في الشؤون الدبلوماسية. وكان العبيد ثنائيو اللغة مثل توماس بيلو يستخدمون قدرتهم على الترجمة في الأمور المهمة في الدبلوماسية. وكان بيلو نفسه يعمل مترجما للسفير في المغرب.
كانت القوة العسكرية المكونة من العبيد هي الحرس الأسود والمعروف أيضا باسم "عبيد الديوان" و"جيش العبيد" و"عبيد السلطان") وكانوا فيلقا من العبيد الأفارقة السود وجنود العبيد الحراطين الذين جمعهم السلطان العلوي المغربي إسماعيل بن شريف (حكم من 1672 إلى 1727). وقد أطلق عليهم اسم "عبيد البخاري" لأن السلطان إسماعيل أكد على أهمية تعاليم الإمام الشهير محمد البخاري وذهب إلى حد إعطاء قادة الجيش نسخا من كتابه. كان هذا السلك العسكري الذي كان مواليا للسلطان فقط أحد ركائز قوة إسماعيل حيث سعى إلى إقامة سلطة أكثر استقرارا وأكثر مطلقة على المغرب. على مدار أواخر القرن الثامن عشر والقرن التاسع عشر تقلص دورهم في الجيش تدريجيا وتراوحت مكانتهم السياسية بين الامتياز والتهميش. استعاد أحفادهم حريتهم في النهاية واستقروا في جميع أنحاء البلاد. تم حل الحرس الأسود في عام 1912.
كما تم استخدام العمال العبيد في تشييد مبنى قصبة مولاي إسماعيل.

## الإلغاء

### إلغاء تجارة الرقيق في بلاد البربر
انتهت تجارة الرقيق بين الأوروبيين بعد حروب بلاد البربر في أوائل القرن التاسع عشر.
في الحادي عشر من أكتوبر 1784 استولى القراصنة المغاربة على السفينة الشراعية الأمريكية بيتسي. تفاوضت الحكومة الإسبانية على تحرير السفينة الأسيرة وطاقمها ومع ذلك نصحت إسبانيا الولايات المتحدة بتقديم الجزية لمنع المزيد من الهجمات ضد السفن التجارية. قرر وزير الولايات المتحدة في فرنسا توماس جيفرسون إرسال مبعوثين إلى المغرب والجزائر لمحاولة شراء المعاهدات وحرية البحارة الأسرى لدى الجزائر. كانت المغرب أول دولة ساحلية بربرية توقع معاهدة مع الولايات المتحدة في 23 يونيو 1786. أنهت هذه المعاهدة رسميا جميع أعمال القرصنة المغربية ضد مصالح الشحن الأمريكية. على وجه التحديد تنص المادة السادسة من المعاهدة على أنه إذا رسا أي أمريكي أسير من قبل المغاربة أو دول ساحلية بربرية أخرى في مدينة مغربية فسيتم إطلاق سراحه ووضعه تحت حماية الدولة المغربية.
كما تراجعت تجارة الرقيق البربرية من المغرب ضد سفن الدول الأخرى في أعقاب حرب البربر في أوائل القرن التاسع عشر. وتم القضاء على القرصنة البربرية بعد حرب البربر الثانية.

### إلغاء تجارة الرقيق والعبودية الأفريقية
أنهت السلطات الاستعمارية الفرنسية تجارة الرقيق عبر الصحراء الكبرى مع الأفارقة في عام 1923 لكن العبودية بحد ذاتها استمرت لفترة طويلة في القرن العشرين.
استمرت تجارة الرقيق عبر الصحراء الكبرى مع الأفارقة بعد أن تراجعت تجارة الرقيق البربرية مع الأوروبيين. في عام 1842 أدلى السلطان عبد الرحمن المغربي ببيان يدافع فيه عن العبودية قائلا إن العبودية كانت شيئا "اتفقت عليه جميع الطوائف والأمم منذ زمن بني آدم".
في عام 1883 تلقت المغرب اقتراحا رسميا من وزارة الخارجية البريطانية لحظر تجارة الرقيق لكن المغرب رفض فرض مثل هذا الحظر. في أواخر القرن التاسع عشر صرح سلطان المغرب للدبلوماسيين الغربيين أنه من المستحيل عليه حظر العبودية لأن مثل هذا الحظر لن يكون قابلا للتنفيذ لكن البريطانيين طلبوا منه التأكد من أن تجارة الرقيق في المغرب ستتم على الأقل بشكل سري وبعيدا عن أعين الشهود الأجانب. في عام 1884 حظرت الحكومتان البريطانية والفرنسية على مواطنيهما وموظفيهما في المغرب امتلاك العبيد.
بين عامي 1912 و1956 استعمرت فرنسا المغرب مما أنهى فعليا تجارة الرقيق العلنية في المغرب. في عام 1923 حظرت السلطات الاستعمارية الفرنسية رسميا تجارة الرقيق وأغلقت أسواق الرقيق في المغرب. وبينما تم حظر تجارة الرقيق لم يتم حظر العبودية بحد ذاتها أبدا. ومع ذلك عندما تم إغلاق أسواق الرقيق واختفت العبودية العلنية بصريا عن أعين الجمهور اعتبرت العبودية ملغاة بحكم الأمر الواقع.
في الممارسة العملية استمرت تجارة الرقيق بشكل غير قانوني لمدة عقدين على الأقل بعد إلغاء تجارة الرقيق في عام 1923. استمرت العبودية بحد ذاتها بشكل خاص وخاصة في شكل خدم منزليين. ومع ذلك خلال العقود التي تلت عام 1923 تضاءلت العبودية تدريجيا في المغرب منذ أن جعلت المواقف المتغيرة من غير الشائع الحصول على العبيد وأكثر شيوعا تحرير العبيد الموجودين بالفعل. في ثلاثينيات القرن العشرين أبلغت فرنسا اللجنة الاستشارية للخبراء بشأن العبودية أن العبودية ألغيت في جميع الأراضي الفرنسية في إفريقيا بما في ذلك المغرب وأفادت إسبانيا أنها ألغت تجارة الرقيق في المغرب لكنها تجنبت ذكر مؤسسة العبودية بحد ذاتها في تقريرها. بحلول عام 1952 ورد أن غالبية العبيد الموجودين في المغرب اختطفوا وهم أطفال وعندما قيل إن هذا مخالف للشريعة الإسلامية زادت سرعة عمليات التحرير.
عندما نال المغرب استقلاله عام 1956 قيل إن العبودية كانت مقتصرة بشكل أساسي على عبيد الأسرة المالكة في الحريم الملكي. ظل الحريم الملكي التقليدي موجودا في عهد الملك الحسن الثاني ملك المغرب (حكم 1961-1999): ضم الحريم الملكي أربعين محظية شخصية (والتي كانت وفقا للشريعة الإسلامية عبيدا بحكم التعريف) بالإضافة إلى أربعين محظية إضافية ورثها الملك من والده ومحظيات إضافيات عملن كخادمات منزليات في الحريم الملكي بالإضافة إلى عبيد ذكور يؤدون وظائف أخرى مثل السائقين في الأسرة المالكة. كان عبيد الأسرة المالكة ينحدرون من أسلاف مستعبدين ورثوا داخل الأسرة. تم حل الحريم الملكي من قبل محمد السادس ملك المغرب عندما اعتلى العرش في عام 1999.

## بعد الإلغاء
كان أحفاد العبيد الحراطين ولا يزالون معزولين اجتماعيا في بعض بلدان المغرب العربي ويعيشون في أحياء معزولة مخصصة للحراطين فقط. اعتنقوا الإسلام في عهد العرب والبربر وينظر إليهم عموما على أنهم مجموعة مترابطة من العبيد السابقين أو أحفاد العبيد.

## معرض الصور

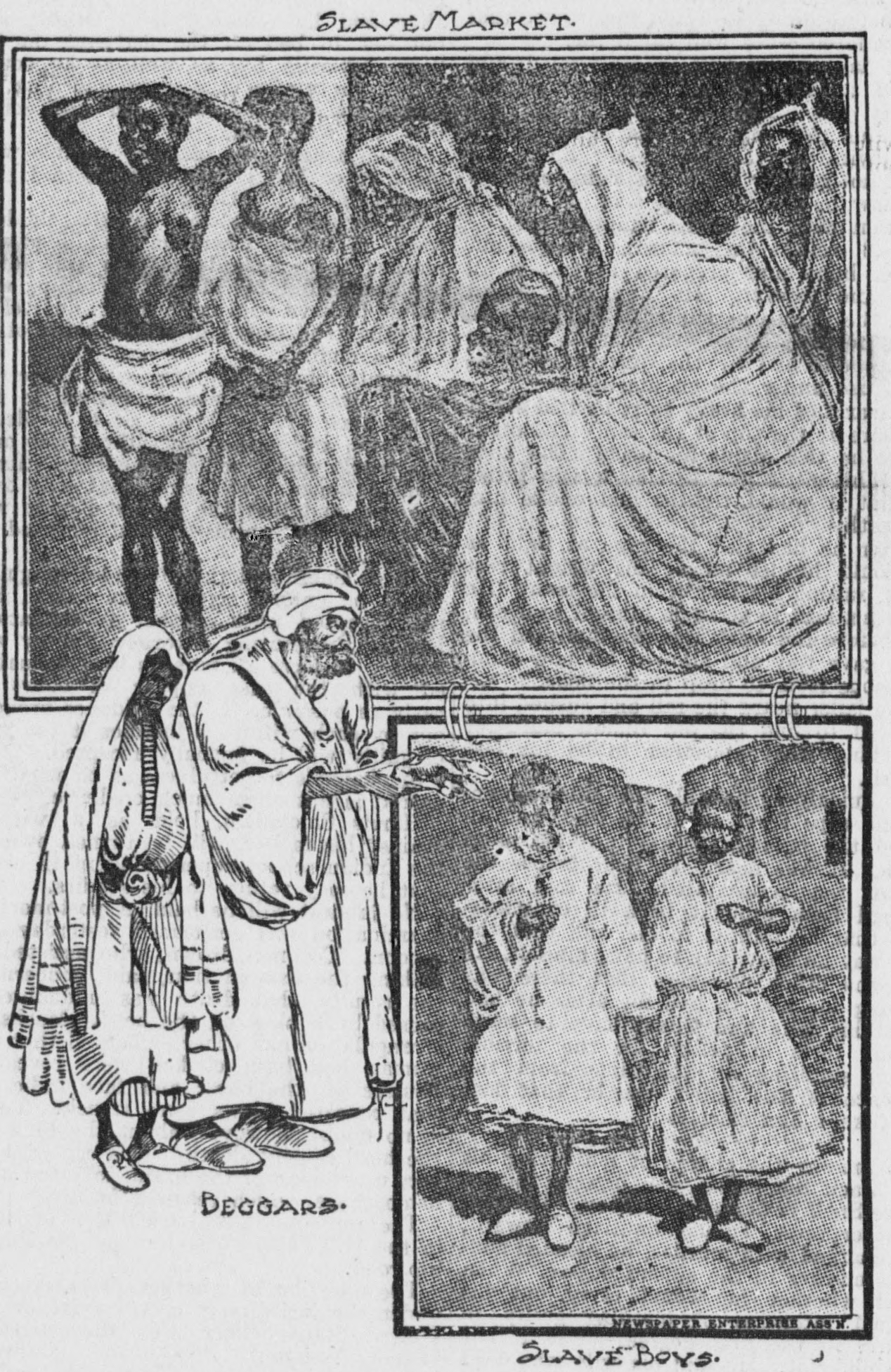
العبيد المغاربة (مونتاج 1903).
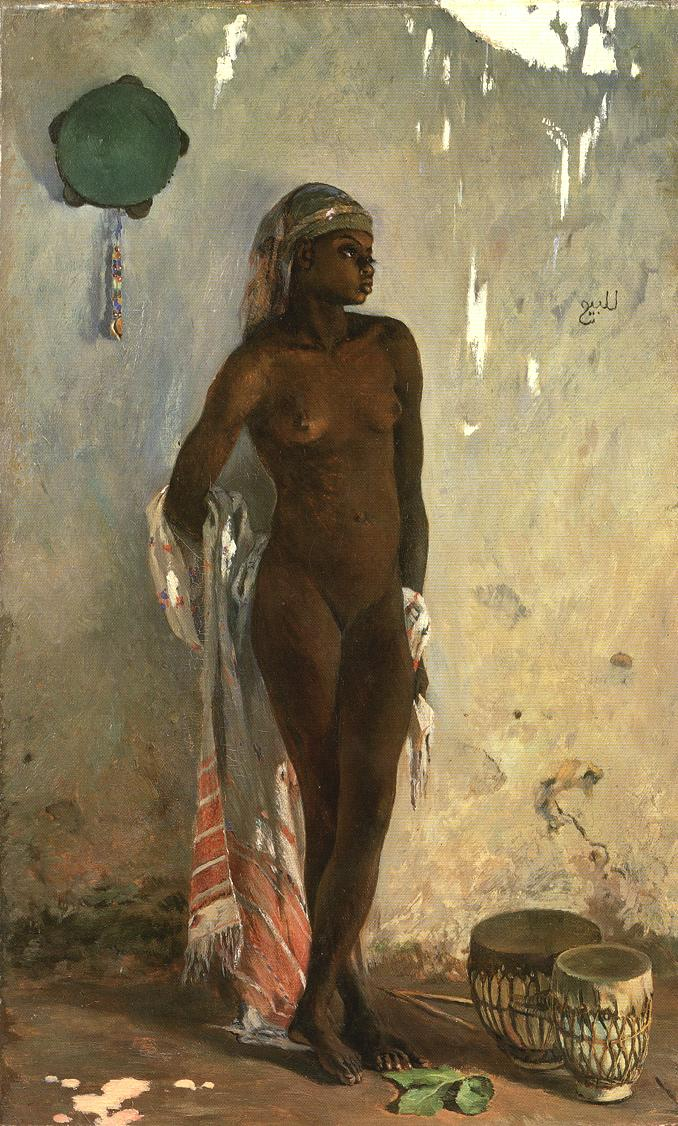
فرانك بوشسر، العبد العاري مع الدف، 1880.
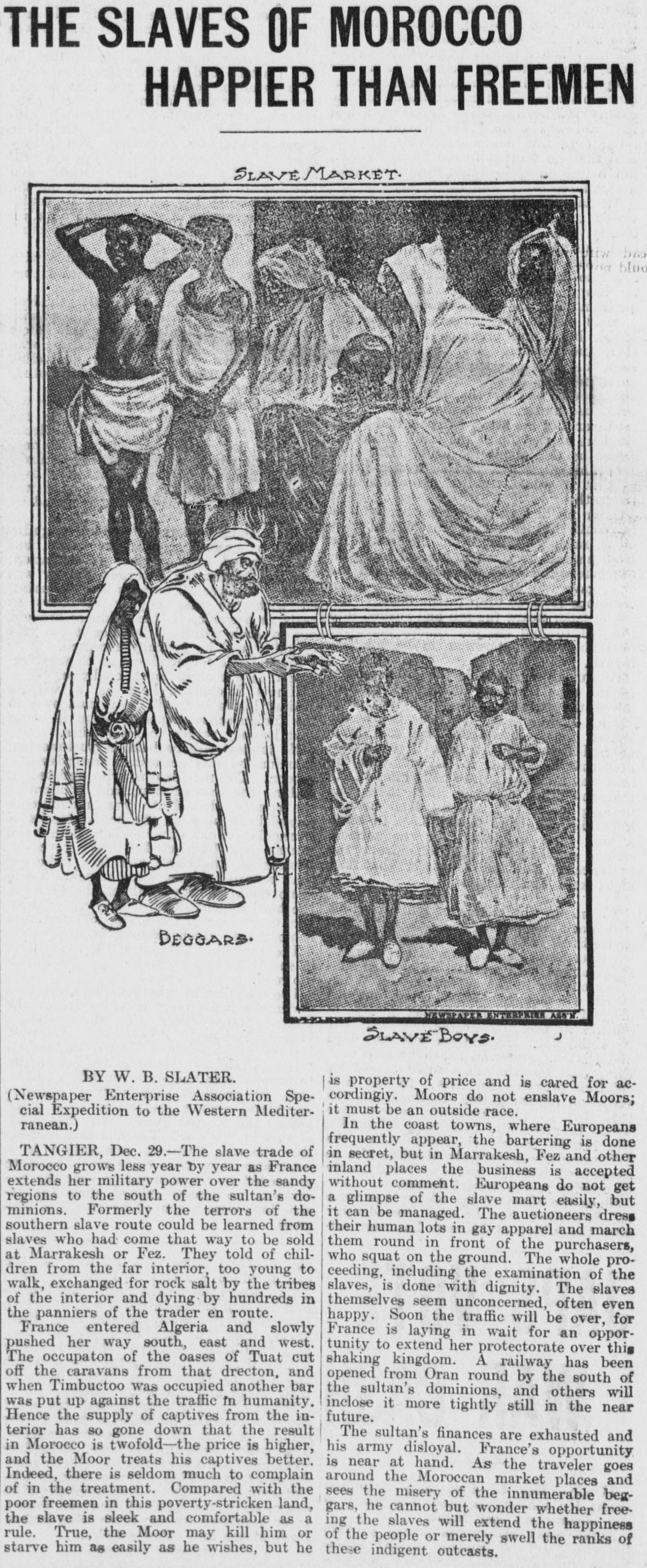
مقالة سنة 1903 عن العبودية في المغرب.
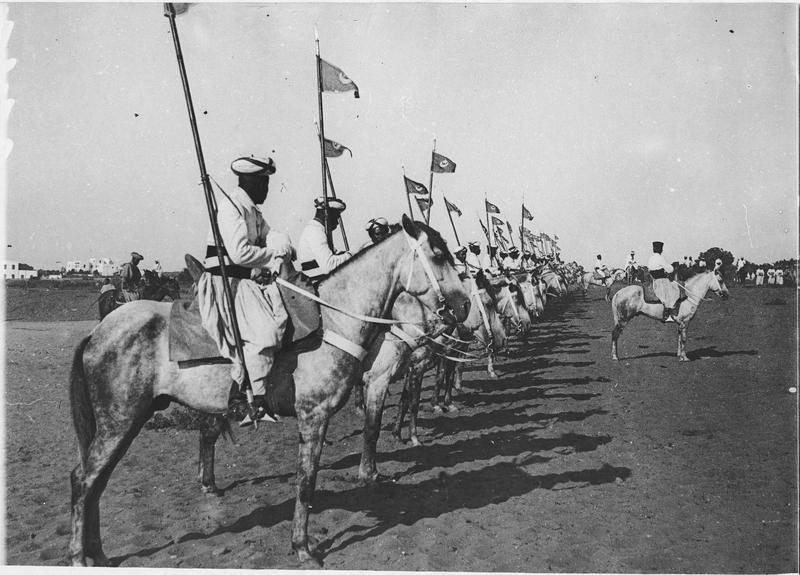
بمنزل السلطان الخيالة الحرس الأسود - الرباط - مكتبة وسائط العمارة والتراث.
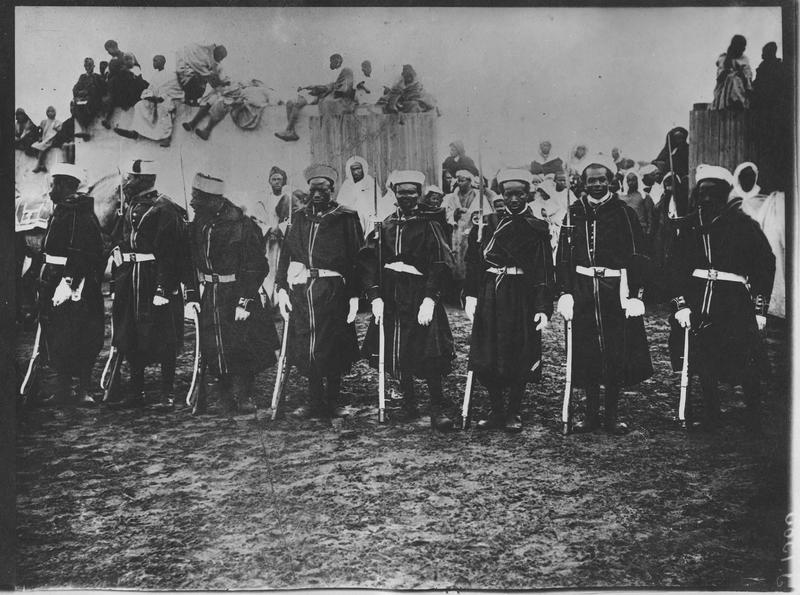
الحرس الأسود للسلطان، وفي الخلفية الغريب - الرباط - مكتبة الوسائط المعمارية والتراثية.